# Hiroko Hakuta
Hiroko Hakuta (jap. 白田博子 Hakuta Hiroko; ur. 20 września 1983 w Nagano) – japońska siatkarka, reprezentantka kraju. Obecnie występuje w niemieckim Schweriner SC. Jest siatkarką uniwersalną.